# Угриньківці (гміна)
Гміна Угриньківці  (пол. Gmina Uhryńkowce)— колишня сільська гміна у Заліщицькому повіті Тернопільського воєводства Другої Речі Посполитої. Адміністративним центром гміни було село Угриньківці.
Гміна утворена 1 серпня 1934 року на підставі нового закону про самоуправління (23 березня 1933 року).
Площа гміни — 99,33 км²

Кількість житлових будинків — 1730

Кількість мешканців — 8230
Гміну створено на основі давніших гмін: Угриньківці, Бересток, Блищанка, Хартонівці, Дуплиська, Гиньківці, Мишків, Ворвулинці, Теклівка (тепер хутір Теклівка входить до складу села Ставки (до 1939 - Угриньківські Ставки).